# Lynge Kirke (Sorø Kommune)
 For alternative betydninger, se Lynge Kirke. (Se også artikler, som begynder med Lynge Kirke)
Lynge kirke ligger i landsbyen Lynge syd for Sorø. Kirken blev bygget i romansk stil i slutningen af 1100-tallet. Kirken er udvidet i gotisk stil omkring 1350 – 1400. Hvælvinger i kirken er fra 1400-tallet.
Kirketårnet er fra 1500-tallet og er bygget af munkesten.
I korbuen mellem kirkeskibet og koret står navne og årstal på præsterne ved kirken og biskopperne i Roskilde. Optegnelserne er påbegyndt omkring 1750. Den første præst, som bliver nævnt, er fra 1607, mens biskoppernes navne og årstal er ført helt tilbage til reformationen.

## Eksterne kilder og henvisninger
- Lynge Kirke på KortTilKirken.dk
- Lynge Kirke i bogværket Danmarks Kirker (udg. af Nationalmuseet)

- Wikimedia Commons har flere filer relateret til Lynge Kirke (Sorø Kommune)